# Industrie und Glück

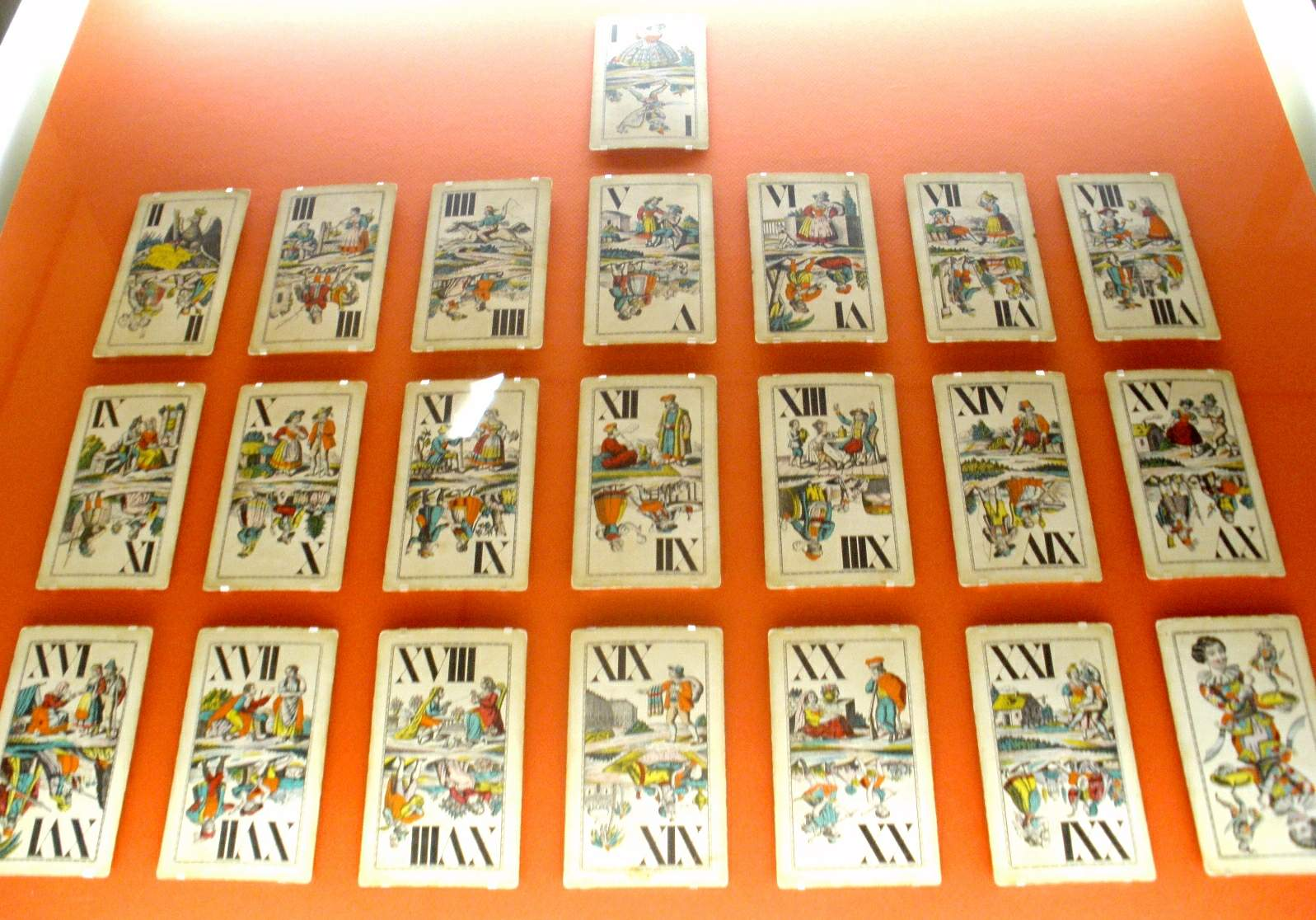
Trumfos dIndustrie und Glück

Industrie und Glück (en alemany, "Indústria i Sort") és un tipus de cartes de model francès usades per a jugar al tarot. L'origen del nom és una inscripció del segon trumfo. Aquesta baralla apareix en el segle xix a l'Imperi Austrohongarès. Els primers exemplars coneguts s'elaboraren a Viena en 1815. Després del col·lapse de l'imperi en la Primera Guerra Mundial, es convertí en la baralla de tarot més usada de l'Europa Central i podia ser trobada per tots els territoris de l'antic imperi. Tot i que no es dissenyà inicialment per a la cartomància, fou utilitzat a l'Argentina per aquest fi a mitjans del segle xx.

## Composició
Cada coll de Industrie und Glück conté quatre figures: el jack, el cavaller, la reina i el rei. Per una banda s'eliminen les cartes de 5 a 10 dels colls vermells i de l'1 al 6 dels colls negres, per l'altra s'afegeixen 22 trumfos, creant una baralla de 54 cartes. En els jocs de tarot centreeuropeus, l'ordre dels colls negres, del major al menor, són K, Q, C, J, 10, 9, 8, 7 però el dels vermells és K, Q, C, J, 1, 2, 3, 4. L'Sküs (El Ximplet), conegut a França com l'Excusa, es considera el trumfo 22è i, tot i el seu nom, ja no té el poder de disculpar. El trumfo més baix és el pagat, equivalent de l'italià il bagatto. A diferència de les baralles de tarocco italianes del renaixement, que mostren motius al·legòrics o, fins i tot, del francès Tarot Nouveau, que afegeix temes moderns, tots els trumfos de Industrie und Glück il·lustren escenes costumistes de la vida rural sense etiquetes. Tots els trumfos fan servir numerals romans (llevat de l'Excusa que no va numerada), a diferència del Tarot Noveau o les baralles de Cego. Les cartes pip i les figures no tenen marques als cantons 

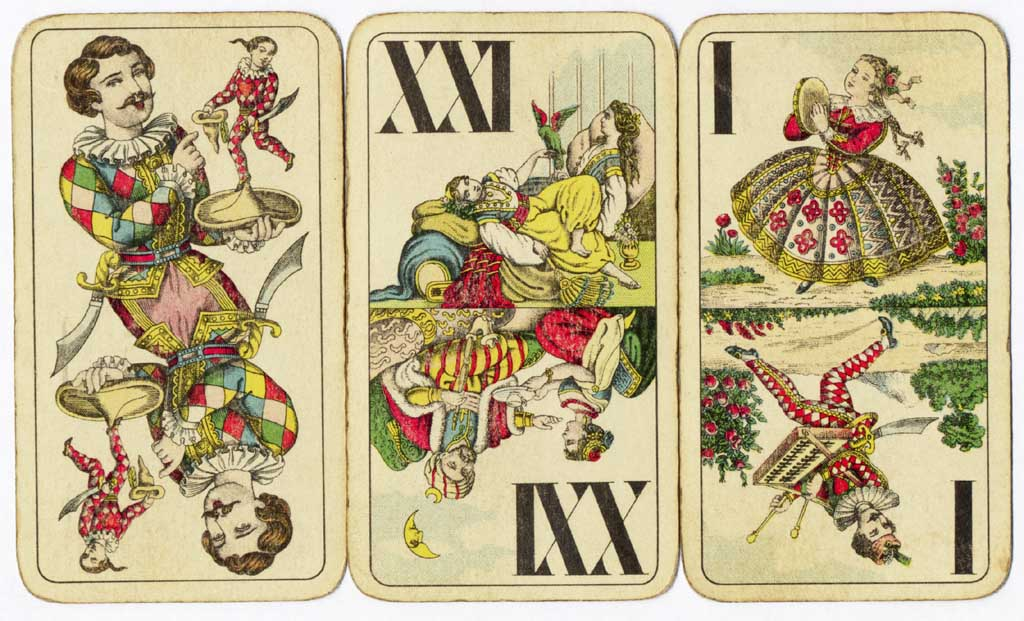
El trull (honors) en la versió del nord

D'aquesta baralla es feren, aproximadament, set versions, però només dues han sobreviscut. La més antiga d'aquestes era pròpia de la meitat sud del que havia estat l'imperi (Hongria, Croàcia, Vojvodina i Trieste) i l'altra de la meitat nord (Àustria, Eslovènia, República Txeca, Eslovàquia, Polònia i Romania). La versió del sud també es trobava al nord, però no era tan popular. Ambdues compartien moltes il·lustracions pel que feia als trumfos, però d'altres eren completament diferents. En la versió del nord, el 21è trumfo és anomenat mond (lluna), ja que presenta una lluna creixent. Es tracta d'una mala traducció del francès monde, per la carta de tarot El Món. A la versió del sud, que actualment només fabriquen Modiano i Piatnik, aquesta lluna no hi és. Els txecs usen la versió del nord, però des de la seva independència al final de la Primera Guerra Mundial, es retirà la inscripció Industrie und Glück del segon trumfo.

Durant un temps es feu servir una versió de 78 cartes de Piatnik per al joc austríac de Droggn tot i que els jugadors només n'utilitzaven 66. També hi hagué una misteriosa versió de 73 cartes, en la dècada de 1930, editada per Piatnik i composta per 54 cartes, però amb 19 trumfos més. Es creu que era utilitzada per a una versió perduda del minchiate.